# Obersiemau
Obersiemau ist ein Gemeindeteil von Untersiemau im oberfränkischen Landkreis Coburg.

## Lage
Obersiemau liegt etwa acht Kilometer südlich von Coburg. Westlich des Ortes steht die Mühlbachbrücke Untersiemau der Schnellfahrstrecke Nürnberg–Erfurt. Der Siemauer Mühlbach, ein linker Zufluss der Itz, fließt durch den Ort. Die von West nach Ost laufende Kreisstraße  CO 28, bis 2008 die Bundesstraße 289, trennt den Ort in eine nördliche und südliche Hälfte. Eine Gemeindeverbindungsstraße nach Birkach am Forst zweigt in Obersiemau ab.

## Geschichte
Obersiemau wurde 1292 erstmals als in „superiori Svemen“ urkundlich erwähnt. Der Ort lag einst im Banzer Forst, der später auch Lichtenfelser Forst hieß. Zwischen Obersiemau und dem östlich benachbarten Buch am Forst verlief jahrhundertelang die Grenze zwischen Sachsen-Coburg und dem Lichtenfelser Raum.
Im Verlauf des Dreißigjährigen Kriegs äscherten Kroatische Reiter im kaiserlichen Dienst Obersiemau im Juli 1632 ein.
Im Jahr 1768 erwarb Ernst Friedrich Stockmar, Großvater von Christian Friedrich von Stockmar, das Rittergut Obersiemau. Dieses blieb bis heute im Besitz der Familie (Stand: 2014).
Eine kleine Brauerei mit angeschlossener Gastwirtschaft betrieb H. Schubert von 1850 bis 1886 in Obersiemau. 1898 entstand aus der Brauerei die Aktiengesellschaft „Schubert's Brauerei und Malzfabrik“. 1904 erwarb Fritz Brandsepl das Unternehmen und firmierte unter „Coburg-Bayerisches Grenzbrauhaus GmbH“. 1918 wurde der Braubetrieb eingestellt und von der Hofbrauhaus Coburg AG übernommen.
1843 hatte der Ort 148 Einwohner, davon 22 Schulkinder.
In einer Volksbefragung am 30. November 1919 stimmten zwei Obersiemauer Bürger für den Beitritt des Freistaates Coburg zum thüringischen Staat und 75 dagegen. Somit gehörte ab dem 1. Juli 1920 auch Obersiemau zum Freistaat Bayern.
Am 1. Januar 1978 wurde Obersiemau als Ortsteil in die Gemeinde Untersiemau eingegliedert. Obersiemau gehört seit 1812 zum evangelisch-lutherischen Kirchensprengel von Untersiemau. Zuvor war das Dorf Buch am Forst zugeordnet.

## Einwohnerentwicklung
| Jahr | Einwohnerzahl |
| ---- | ------------- |
| 1910 | 157           |
| 1933 | 178           |
| 1939 | 167           |
| 1970 | 206           |
| 2014 | 174           |
| 2020 | 183           |